# Montegallo
Montegallo é uma comuna italiana da região das Marcas, província de Ascoli Piceno, com cerca de 622 habitantes. Estende-se por uma área de 48 km², tendo uma densidade populacional de 13 hab/km². Faz fronteira com Acquasanta Terme, Arquata del Tronto, Comunanza, Montemonaco, Roccafluvione.

## Demografia
| Variação demográfica do município entre 1861 e 2011                               |
|                                                                                   |
| Fonte: Istituto Nazionale di Statistica (ISTAT) - Elaboração gráfica da Wikipedia |